# ساسکس اینلت (نیو ساوت ولز)
ساسکس اینلت (به انگلیسی: Sussex Inlet) یک شهرک در استرالیا است که در نیو ساوت ولز واقع شده‌است.